# Шмагель, Надежда Александровна
Наде́жда Алекса́ндровна Шма́гель (5 (18) декабря 1914 — 9 сентября 1985) — Герой Социалистического Труда, тракторист.

## Биография
Родился 5 (18) декабря 1914 года в селе Келегеи. Окончила 3 класса школы. Работала в местном колхозе.
С 1943 года работала трактористкой колхоза, с 1956 года носящего имя XX съезда КПСС (ставшего в дальнейшем совхозом имени П. А. Покрышева). В совершенстве овладела техникой и освоила различные типы тракторов. В VIII пятилетке (1966—1970 годы) на тракторе МТЗ-5 при высоком качестве ежегодно в полтора раза перевыполняла норму выработки.
За успехи в увеличении производства и заготовок зерновых и кормовых культур Указом Президиума Верховного Совета СССР от 23 июля 1966 года Шмагель Надежде Александровне присвоено звание Героя Социалистического Труда с вручением ордена Ленина и золотой медали «Серп и Молот».
Жила в селе Гладковка Голопристанского района Херсонской области (Украина). Умерла 9 сентября 1985 года.

## Награды
- Герой Социалистического Труда (23.07.1966)
- орден Ленина (23.07.1966)
- медали